# Mérinville
Mérinville – miejscowość i gmina we Francji, w Regionie Centralnym, w departamencie Loiret.
Według danych na rok 1990 gminę zamieszkiwało 88 osób, a gęstość zaludnienia wynosiła 7 osób/km² (wśród 1842 gmin Centre, Mérinville plasuje się na 1042. miejscu pod względem liczby ludności, natomiast pod względem powierzchni na miejscu 1012.).